# Liga de Serbia de balonmano
La Serbian Superleague es la primera división de balonmano de Serbia.

## Palmarés
- 2006-2007: Estrella Roja (1)
- 2007-2008: Estrella Roja (2)
- 2008-2009: RK Partizan (1)
- 2009-2010: RK Kolubara (1)
- 2010-2011: RK Partizan (2)
- 2011-2012: RK Partizan (3)
- 2012-2013: RK Vojvodina (1)
- 2013-2014: RK Vojvodina (2)
- 2014-2015: RK Vojvodina (3)
- 2015-2016: RK Vojvodina (4)
- 2016-2017: RK Vojvodina (5)
- 2017-2018: RK Vojvodina (6)
- 2018-2019: RK Vojvodina (7)
- 2019-2020: Sin campeón
- 2020-2021: RK Vojvodina (8)
- 2021-2022: RK Vojvodina (9)
- 2022-2023: RK Vojvodina (10)
- 2023-2024: RK Vojvodina (11)
- 2024-2025: RK Partizan (4)

## Equipos 2017-18
- Estrella Roja
- RK Vojvodina
- RK Partizan
- Spartak Vojput
- Dinamo Pancevo
- Rudar Kostolac
- Metaloplastika Sabac
- Samot 65
- RK Zeleznicar
- Jugovic Kac
- RK Pozarevac
- RK Sloga
- Obilid Beograd
- Mokra Gora